# Lätt trossbåt
Lätt trossbåt je třída rychlých podpůrných lodí švédského námořnictva. Třídu tvoří celkem šestnáct jednotek postavených v letech 1995–1999.

## Stavba

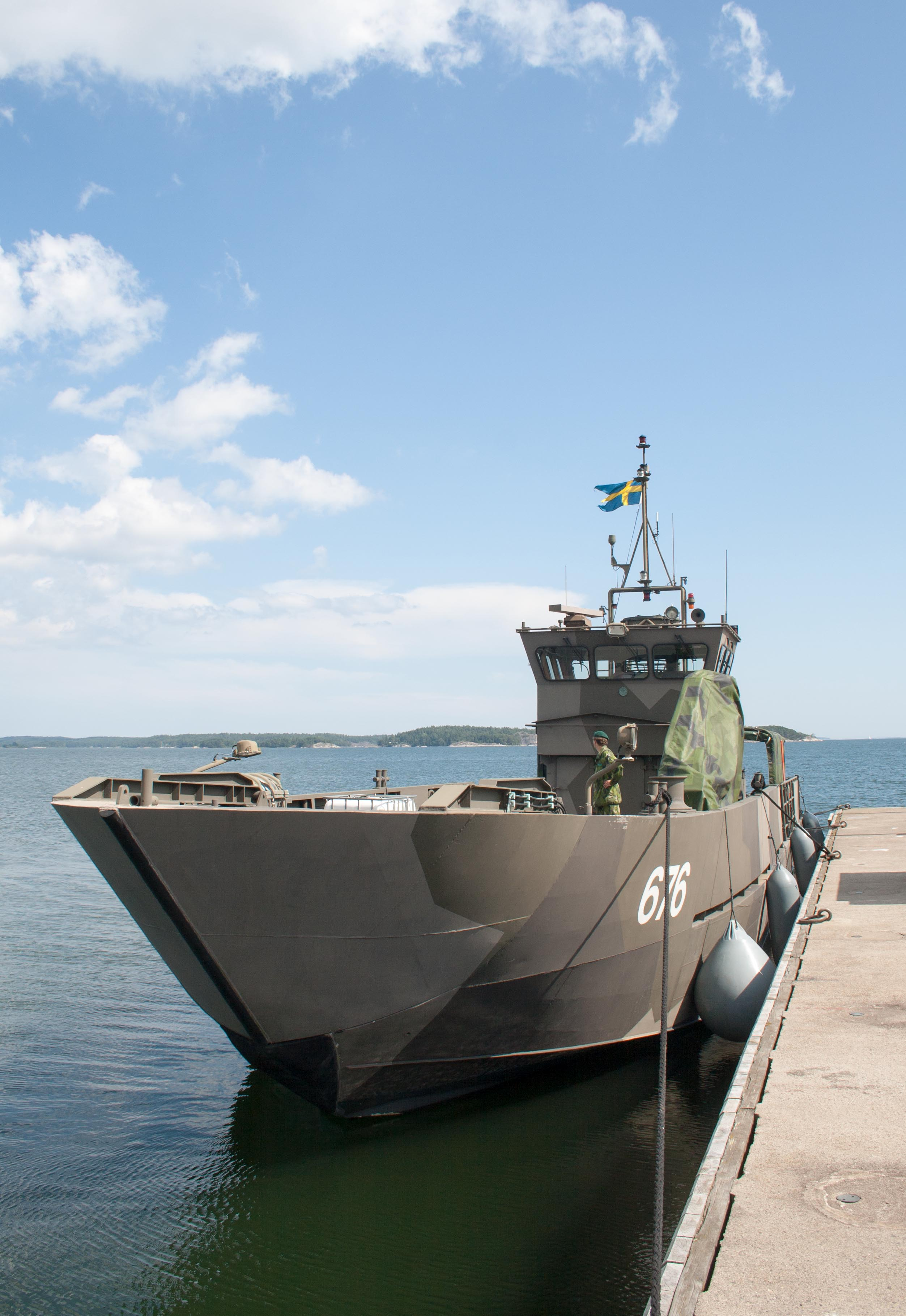
Lätt trossbåt 676

Třídu navrhla a postavila švédská loděnice Djupviks varv (nyní Swede Ship Marine) v Djupviku. Celkem bylo postaveno 16 jednotek této třídy. Mají trupová čísla 662–677.

## Konstrukce
Člun je vyroben ze slitin hliníku. Kromě tříčlenné posádky unese až 18 pasažérů. Může přepravovat 15 000 litrů paliva ve třech nádržích a 4000 litrů pitné vody ve dvou nádržích. Manipulaci s nákladem usnadňuje jeřáb na přídi. Na přídi se rovněž nachází výklopná rampa. Výzbroj tvoří jeden 12,7mm kulomet. V případě potřeby může rovněž klást námořní miny. Pohonný systém tvoří tři diesely Scania DSI 14, každý o výkonu 675 hp. Přes převodovky ZF IRM 350 PL pohánějí tři vodní trysky FF-Jet 450. Nejvyšší rychlost prázdného plavidla přesahuje 30 uzlů. Naložené dosahuje rychlosti 23 uzlů. Dosah je 150 námořních mil při rychlosti 15 uzlů.